# 1985 no desporto

## Automobilismo
- 19 de abril - Ayrton Senna faz o melhor tempo no primeiro treino classicatório para o GP de Portugal, em Estoril.[1]
- 20 de abril - Senna melhora o tempo no segundo treino classificatório e larga na pole position pela primeira vez na carreira.[2]
- 21 de abril - Ayrton Senna vence o GP de Portugal de ponta a ponta. É a primeira vitória na carreira do piloto brasileiro de Fórmula 1 e a primeira vitória da equipe Lotus com motor Renault turbo.[3]
- 7 de julho - Nelson Piquet vence o GP da França, em Paul Ricard.[4]
- 28 de julho - Emerson Fittipaldi vence as 500 Milhas de Michigan, circuito oval da Formula Indy. É a primeira vitória de um piloto brasileiro na categoria norte-americana.[5]
- 17 de agosto - Niki Lauda anuncia sua aposentadoria no final desse campeonato.[6]
- 22 de agosto - A McLaren anuncia oficalmente a contratação de Keke Rosberg para o próximo ano. O finlandês ocupa a vaga de Niki Lauda, que anunciou aposentadoria ao final dessa temporada.[7]
- 25 de agosto - Niki Lauda vence o GP da Holanda, em Zandvoort. Essa foi a 25ª e última vitória do piloto austríaco na carreira e a última prova holandesa na categoria.
- 4 de setembro - Nelson Piquet assina um contrato de dois anos com a Williams. O brasileiro vai ocupar a vaga deixada por Keke Rosberg, que vai para a McLaren no próxino ano no lugar de Niki Lauda, que anunciou aposentadoria ao final da temporada.[8]
- 6 de outubro - Nigel Mansell vence o GP da Europa, em Brands Hatch, obtendo a primeira vitória na carreira e Alain Prost termina em 4º lugar tornando-se campeão do mundo de Fórmula 1 pela primeira vez com duas provas de antecedência. É o primeiro título do piloto, assim como da França na categoria.[9]
- 3 de novembro - Keke Rosberg vence o GP da Austrália, em Adelaide, a primeira prova de Fórmula 1 na Oceania. É também a última vitória do piloto finlandês na carreira. A prova marcou o final de carreira de Niki Lauda e também o encerramento das equipes: Toleman, Alfa Romeo e da Renault (retornaria em 2002).[10]

## Futebol
- 29 de maio - A Juventus vence o Liverpool por 1 a 0 tornando-se campeã pela primeira vez na Liga dos Campeões da UEFA, mas a conquista foi ofuscada pelo comportamento dos hooligans antes do jogo.[11] A Tragédia de Heysel contabilizou 38 mortos e inúmeros feridos e como punição todos os clubes ingleses foram banidos das competições europeias por cinco anos e o Liverpool por seis.[12]
- 31 de julho - O Coritiba vence por 6 a 5 na cobranças de penalidades o Bangu (no tempo normal foi 1 a 1) e torna-se campeão Brasileiro, assim como do Paraná no campeonato.[13]

## Wrestling
- 31 de março - A WWE realiza a primeira edição da WrestleMania, que se tornaria o maior evento anual de wrestling.

## Nascimentos
| Data            | Nome                        | Profissão                           | Nacionalidade   | Observações | Ref |
| --------------- | --------------------------- | ----------------------------------- | --------------- | ----------- | --- |
| 7 de janeiro    | Lewis Hamilton              | piloto de automobilismo             | Inglaterra      |             |     |
| 9 de janeiro    | Bobô                        | futebolista                         | Brasil          |             |     |
| 11 de janeiro   | Kazuki Nakajima             | piloto de automobilismo             | Japão           |             |     |
| 18 de janeiro   | Riccardo Montolivo          | futebolista                         | Itália          |             |     |
| 19 de janeiro   | Olga Kaniskina              | atleta                              | Rússia          |             |     |
| 22 de janeiro   | Ben Hanley                  | piloto de motociclismo              | Inglaterra      |             |     |
| 24 de janeiro   | Renan                       | futebolista                         | Brasil          |             |     |
| 27 de janeiro   | Eric Radford                | patinador artístico                 | Canadá          |             |     |
| 27 de janeiro   | Mohamed Sissoko             | futebolista                         | Mali            |             |     |
| 28 de janeiro   | Lisbeth Trickett            | nadadora                            | Austrália       |             |     |
| 29 de janeiro   | Wagner                      | futebolista                         | Brasil          |             |     |
| 5 de fevereiro  | Cristiano Ronaldo           | futebolista                         | Portugal        |             |     |
| 10 de fevereiro | Anette Sagen                | ski-jumper                          | Noruega         |             |     |
| 10 de fevereiro | Lima                        | futebolista                         | Brasil          |             |     |
| 12 de fevereiro | Matheus Ferraz              | futebolista                         | Brasil          |             |     |
| 13 de fevereiro | Hedwiges Maduro             | futebolista                         | Países Baixos   |             |     |
| 14 de fevereiro | Philippe Senderos           | futebolista                         | Suíça           |             |     |
| 15 de fevereiro | Danilo Peinado              | futebolista                         | Uruguai         |             |     |
| 20 de fevereiro | Michael Oliver              | árbitro futebolístico               | Inglaterra      |             |     |
| 21 de fevereiro | Georgios Samaras            | futebolista                         | Grécia          |             |     |
| 22 de fevereiro | Hameur Bouazza              | futebolista                         | França/ Argélia |             |     |
| 26 de fevereiro | Mike Robertson              | snowboarder                         | Canadá          |             |     |
| 28 de fevereiro | Jelena Janković             | tenista                             | Sérvia          |             |     |
| 1 de março      | Filipe Albuquerque          | piloto de automobilismo             | Portugal        |             |     |
| 3 de março      | Femi Opabunmi               | futebolista                         | Nigéria         |             |     |
| 9 de março      | Pastor Maldonado            | piloto de automobilismo             | Venezuela       |             |     |
| 10 de março     | Lassana Diarra              | futebolista                         | França          |             |     |
| 12 de março     | Ana Thaís Matos             | comentarista e jornalista esportiva | Brasil          |             |     |
| 19 de março     | Ernesto Viso                | piloto de automobilismo             | Venezuela       |             |     |
| 24 de março     | Frederico Gil               | tenista                             | Portugal        |             |     |
| 25 de março     | Cáceres                     | futebolista                         | Portugal        |             |     |
| 28 de março     | Stanislas Wawrinka          | tenista                             | Suíça           |             |     |
| 29 de março     | Valencia                    | futebolista                         | Brasil          |             |     |
| 31 de março     | Leandro Almeida Borges      | futebolista                         | Brasil          |             |     |
| 2 de abril      | Stéphane Lambiel            | patinador                           | Suíça           |             |     |
| 3 de abril      | Jari-Matti Latvala          | piloto de automobiblismo            | Finlândia       |             |     |
| 10 de abril     | Juan Carlos Arce            | futebolista                         | Bolívia         |             |     |
| 17 de abril     | Jo-Wilfried Tsonga          | tenista                             | França          |             |     |
| 18 de abril     | Łukasz Fabiański            | futebolista                         | Polónia         |             |     |
| 19 de abril     | Alexander Tretiakov         | piloto de skeleton                  | Rússia          |             |     |
| 19 de abril     | Valon Behrami               | futebolista                         | Suíça           |             |     |
| 22 de abril     | Leandro Salino do Carmo     | futebolista                         | Brasil          |             |     |
| 25 de abril     | Giedo van der Garde         | piloto de automobilismo             | Países Baixos   |             |     |
| 2 de maio       | Sarah Hughes                | patinação artística                 | Estados Unidos  |             |     |
| 3 de maio       | Érica de Sena               | atleta                              | Brasil          |             |     |
| 10 de maio      | Diego Tardelli Martins      | futebolista                         | Brasil          |             |     |
| 10 de maio      | Edcarlos Conceição Santos   | futebolista                         | Brasil          |             |     |
| 16 de maio      | Elias                       | futebolista                         | Brasil          |             |     |
| 18 de maio      | Davit Lomaia                | futebolista                         | Geórgia         |             |     |
| 22 de maio      | Tranquillo Barnetta         | futebolista                         | Suíça           |             |     |
| 22 de maio      | Fernando Rufino             | canoísta paralímpico                | Brasil          |             |     |
| 31 de maio      | Gustavo Tsuboi              | mesa-tenista                        | Brasil          |             |     |
| 3 de junho      | Papiss Cissé                | futebolista                         | Senegal         |             |     |
| 4 de junho      | Evan Lysacek                | patinador                           | Estados Unidos  |             |     |
| 4 de junho      | Lukas Podolski              | futebolista                         | Alemanha        |             |     |
| 5 de junho      | Jeremy Abbott               | patinador artístico                 | Estados Unidos  |             |     |
| 5 de junho      | Sebastián Ariosa            | futebolista                         | Uruguai         |             |     |
| 6 de junho      | Drew McIntyre               | lutador                             | Escócia         |             |     |
| 8 de junho      | Elicarlos                   | futebolista                         | Brasil          |             |     |
| 17 de junho     | Diego Souza                 | futebolista                         | Brasil          |             |     |
| 17 de junho     | Rafael Sóbis                | futebolista                         | Brasil          |             |     |
| 21 de junho     | Diones                      | futebolista                         | Brasil          |             |     |
| 27 de junho     | Svetlana Kuznetsova         | tenista                             | Rússia          |             |     |
| 27 de junho     | Nico Rosberg                | piloto de automobilismo             | Alemanha        |             |     |
| 29 de junho     | Danny Morais                | futebolista                         | Brasil          |             |     |
| 30 de junho     | Michael Phelps              | nadador                             | Estados Unidos  |             |     |
| 4 de julho      | Wason Rentería              | futebolista                         | Colômbia        |             |     |
| 5 de julho      | Megan Rapinoe               | futebolista                         | Estados Unidos  |             |     |
| 13 de julho     | Guillermo Ochoa             | futebolista                         | México          |             |     |
| 25 de julho     | Nelson Angelo Piquet        | piloto de automobilismo             | Brasil          |             |     |
| 29 de julho     | Jonathan Maidana            | futebolista                         | Argentina       |             |     |
| 30 de julho     | Luca Lanotte                | patinador artístico                 | Itália          |             |     |
| 2 de agosto     | Carol Santiago              | nadadora paralímpica                | Brasil          |             |     |
| 2 de agosto     | Cazuo Matsumoto             | mesa-tenista                        | Brasil          |             |     |
| 7 de agosto     | Salomon Kalou               | futebolista                         | Costa do Marfim |             |     |
| 9 de agosto     | Luca Filippi                | piloto de automobilismo             | Itália          |             |     |
| 11 de agosto    | Abdul Razak Alhassan        | artes marciais mistas               | Gana            |             |     |
| 14 de agosto    | Wilson Pittoni              | futebolista                         | Paraguai        |             |     |
| 19 de agosto    | Lindsey Jacobellis          | snowboarder                         | Estados Unidos  |             |     |
| 30 de agosto    | Bruno                       | futebolista                         | Brasil          |             |     |
| 6 de setembro   | Alberto Valerio             | piloto de automobilismo             | Brasil          |             |     |
| 9 de setembro   | Luka Modrić                 | futebolista                         | Croácia         |             |     |
| 14 de setembro  | Marlon                      | futebolista                         | Brasil          |             |     |
| 14 de setembro  | Maicon                      | futebolista                         | Brasil          |             |     |
| 20 de setembro  | Ronald Zubar                | futebolista                         | França          |             |     |
| 27 de setembro  | Vinícius Pacheco dos Santos | futebolista                         | Brasil          |             |     |
| 29 de setembro  | Dani Pedrosa                | piloto de motociclismo              | Espanha         |             |     |
| 2 de outubro    | Ciprian Marica              | futebolista                         | Roménia         |             |     |
| 4 de outubro    | Zhang Dan                   | patinadora artística                | China           |             |     |
| 7 de outubro    | Adeílson Pereira de Mello   | futebolista                         | Brasil          |             |     |
| 7 de outubro    | Jana Khokhlova              | patinadora artística                | Rússia          |             |     |
| 8 de outubro    | Simone Bolelli              | tenista                             | Itália          |             |     |
| 14 de outubro   | Alexandre Sarnes Negrão     | piloto de automobilismo             | Brasil          |             |     |
| 15 de outubro   | Marcos Martinez Ucha        | piloto de automobilismo             | Espanha         |             |     |
| 16 de outubro   | Benjamin Karl               | snowboarder                         | Áustria         |             |     |
| 16 de outubro   | Casey Stoner                | motociclista                        | Austrália       |             |     |
| 24 de outubro   | Wayne Rooney                | futebolista                         | Inglaterra      |             |     |
| 28 de outubro   | Héverton                    | futebolista                         | Brasil          |             |     |
| 14 de novembro  | Elena Gómez                 | ginasta                             | Espanha         |             |     |
| 20 de novembro  | Juan Cruz Álvarez           | piloto de automobilismo             | Argentina       |             |     |
| 22 de novembro  | Asamoah Gyan                | futebolista                         | Gana            |             |     |
| 23 de novembro  | Ahn Hyun-Soo                | patinador                           | Coreia do Sul   |             |     |
| 1 de dezembro   | Nathalie Moellhausen        | esgrimista                          | Brasil Itália   |             |     |
| 6 de dezembro   | Nei                         | futebolista                         | Brasil          |             |     |
| 7 de dezembro   | Alison Cerutti              | vôleibolista                        | Brasil          |             |     |
| 8 de dezembro   | Meagan Duhamel              | patinadora artística                | Canadá          |             |     |
| 12 de dezembro  | Adoniran Vinícius de Campos | futebolista                         | Brasil          |             |     |
| 13 de dezembro  | Peter Eastgate              | jogador de pôquer                   | Dinamarca       |             |     |
| 25 de dezembro  | Miro                        | lutador                             | Bulgária        |             |     |
| 27 de dezembro  | Telma Monteiro              | judoca                              | Portugal        |             |     |

## Mortes
| Data            | Nome               | Profissão            | Nacionalidade  | Observações | Ref |
| --------------- | ------------------ | -------------------- | -------------- | ----------- | --- |
| 7 de janeiro    | José Maria Pedroto | treinador de futebol | Portugal       | n. 1928     |     |
| 12 de fevereiro | Georges Gautschi   | patinador artístico  | Suíça          | n. 1904     |     |
| 28 de março     | Marcus Nikkanen    | patinador artístico  | Finlândia      | n. 1904     |     |
| 2 de maio       | Attilio Bettega    | piloto de ralis      | Itália         | n. 1953     |     |
| 9 de maio       | Svea Norén         | patinadora artística | Suécia         | n. 1895     |     |
| 27 de julho     | Smoky Joe Wood     | jogador de beisebol  | Estados Unidos | n. 1889     |     |
| 1 de agosto     | Helene Engelmann   | patinadora artística | Áustria        | n. 1898     |     |
| 12 de agosto    | Manfred Winkelhock | piloto de fórmula 1  | Alemanha       | n. 1951     |     |
| 1 de setembro   | Stefan Bellof      | piloto de fórmula 1  | Alemanha       | n. 1957     |     |
| 10 de setembro  | Jock Stein         | treinador de futebol | Escócia        | n. 1922     |     |